# Serghei Evreinov
Serghei Dmitrievici Evreinov (în rusă Сергей Дмитриевич Евреинов; n. 1869 – d. 1931) a fost un om de stat rus, viceguvernator al Basarabiei și guvernator interimar al guberniilor Samara și Iaroslavl. 

## Biografie
Evreinov s-a născut la 10 octombrie 1869 într-o veche familie nobilă din gubernia Tula. În 1889 a intrat la Academia Teologică din St. Petersburg și a absolvit-o în 1893 cu titlul de student real.
La 14 ianuarie 1893 a fost angajat în Cancelaria de Stat, cu rangul de secretar provincial în Departamentul Afacerilor civile și religioase. 
Cariera de funcționar public a continuat-o ocupând postul de bibliotecar. În februarie 1896 pentru vechime în muncă, a primit rangul de secretar colegial, împreună cu o medalie de argint în memoria împăratului Alexandru al III-lea.
La 1 iunie 1897 a fost numit funcționar junior în Oficiul Guvernatorului-General din Varșovia și 600 de ruble pentru relocare. La 2 aprilie 1899 a fost ridicat în rang de consilier titular. 
În 1900, sa căsătorit cu Ecaterina Unkovskaia (1873–1935), o fiică a unui amiral. La 22 aprilie 1906 a fost ridicat la rangul de consilier de instanță. Între 5 februarie și 7 mai 1908 a servit la filiala Băncii Țărănești din Moscova, ulterior la Ministerul Finanțelor.
Având în vedere aprobarea lui Evreinov la 8 februarie 1908 în funcție de Mareșal la nobilimii din ținutul Kaluga, el a demisionat de la bancă.
La 9 ianuarie 1914 a fost numit vice-guvernator al Basarabiei. În această poziție, a depus străduință la construirea monumentului împăratului Alexandru I la Chișinău. Pentru aceasta el a fost distins cu mulțumirea țarului, precum și cu rangul de consilier colegial.
De la începutul Primului Război Mondial la 30 august 1914, el a fost părăsit postul din Basarabia și a trecut în subordinea șefului armatelor Frontului Sud-Vestic. Pe seama lui Evreinov au fost puse preocupări serioase pentru asigurarea armatei, efectuarea mobilizării și evacuării.
În anii 1914-1915 Evreinov a fost guvernator interimar la Cernăuți și Przemysl, pe teritoriul Austro-Ungar ocupat de trupele ruse în timpul ofensivei. Pentru munca depusă în acea perioadă a fost ridicat în grad de consilier de stat.
În anii 1915–1916, pentru scurte perioade de timp, a fost un guvernator interimar al guberniilor Samara și Iaroslaval.
În ceea ce privește convingerile sale, a fost un monarhist, revoluția ne întâlnind-o cu mare entuziasm. Trebuia să emigreze, ca și fratele său și cele două surori, însă din motive necunoscute s-a reținut până la Revoluția din octombrie. Ca un fost ofițer și  guvernator, el a fost arestat și a trebuit să fie judecat. Fiind deținut în închisoarea Butîrka în 1918, a suferit un accident vascular cerebral, ca urmare a suferit un handicap total. A fost judecat, dar a fost eliberat din motive de sănătate. 
A murit în 1931, la vârsta de șaizeci și trei ani.

## Legături externe
- ru Шестнадцатый самарский губернатор Сергей Дмитриевич Евреинов[nefuncțională]